# Torymus floridensis
Torymus floridensis är en stekelart som beskrevs av Peck 1951. Torymus floridensis ingår i släktet Torymus och familjen gallglanssteklar. Inga underarter finns listade i Catalogue of Life.